# Liste des milliardaires du monde en 2017
Ceci est la liste des milliardaires du monde telle que publiée par le magazine américain Forbes pour l'année 2017. Ce magazine recense les milliardaires de la planète, à l'exception des têtes couronnées (sauf si leur fortune est privée), et exprime leur fortune en milliards de dollars américains (l'unité retenue dans la suite du texte).
Le classement en 2017 dénombre au total 2 043 milliardaires, en forte augmentation face aux 1 810 de l'année précédente. Leur patrimoine s'élève à un peu plus de 7 670 milliards de dollars, soit une augmentation en un an de 1 230 milliards de dollars.

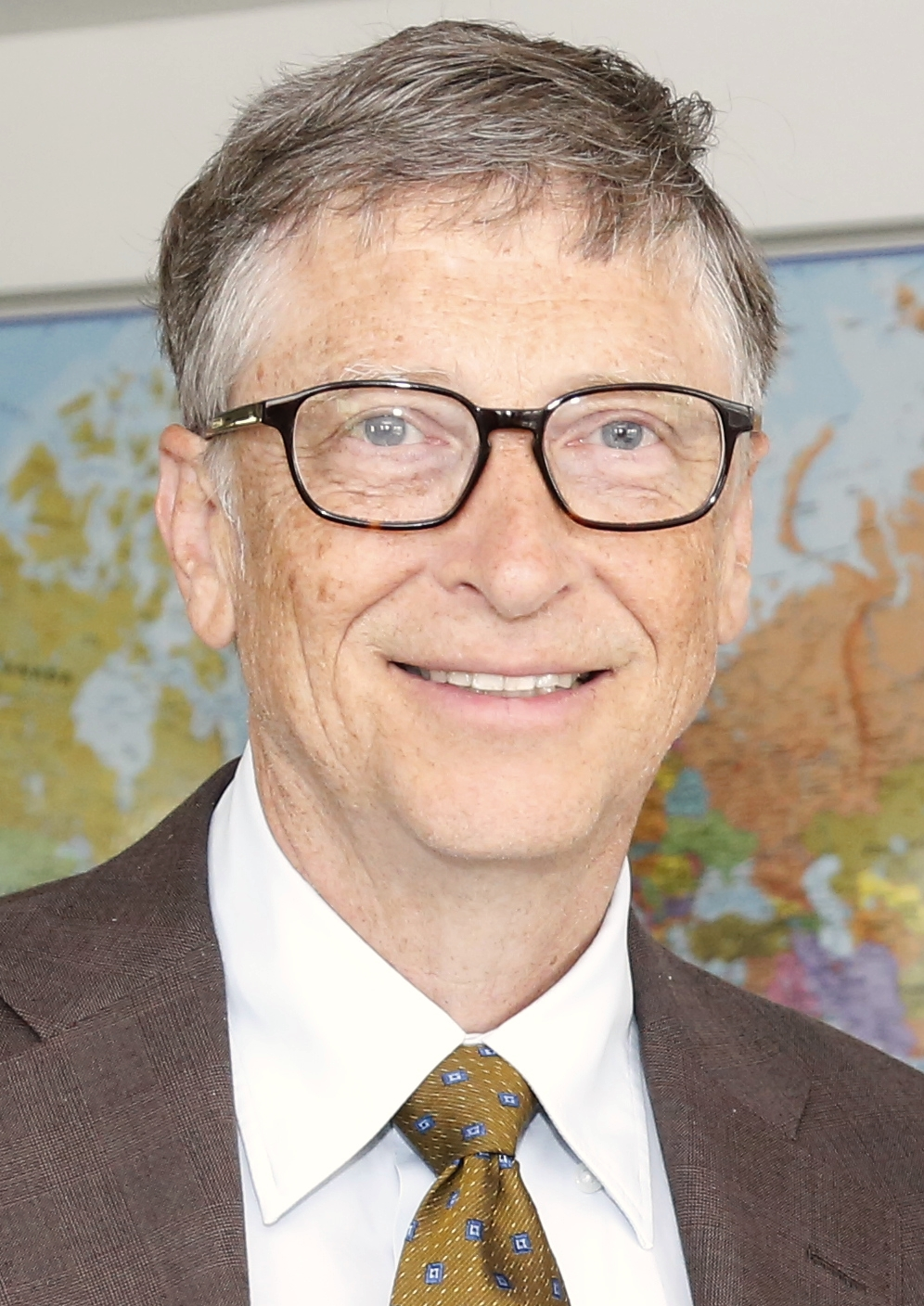
Bill Gates
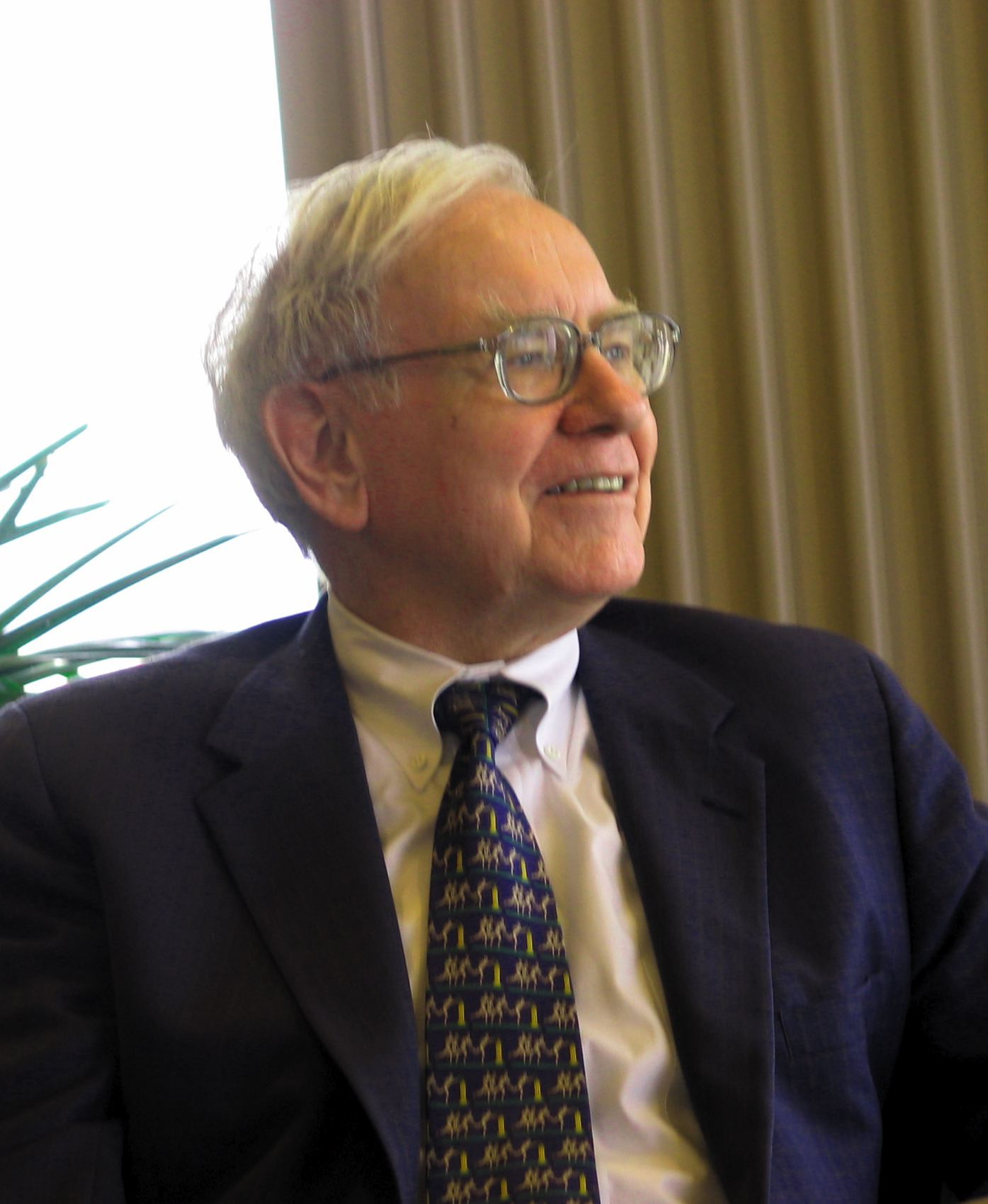
Warren Buffett
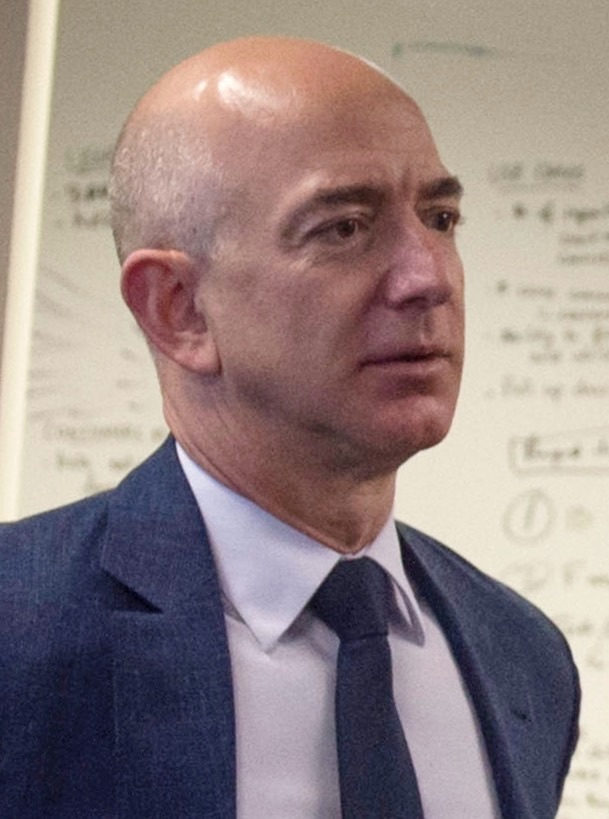
Jeff Bezos

| Légende         | Légende                        |
| Icônes          | Description                    |
| --------------- | ------------------------------ |
| en stagnation   | Pas de changement depuis 2016. |
| en augmentation | En progrès depuis 2016.        |
| en diminution   | En recul depuis 2016.          |

| #  | Nom                 | Fortune (en dollars américains) | Pays       | Résidence              | Entreprise ou secteur |
| -- | ------------------- | ------------------------------- | ---------- | ---------------------- | --------------------- |
| 1  | Bill Gates          | 86 milliards                    | États-Unis | Washington             | Microsoft             |
| 2  | Warren Buffett      | 75,6 milliards                  | États-Unis | Washington             | Berkshire Hathaway    |
| 3  | Jeff Bezos          | 72,8 milliards                  | États-Unis | Nebraska               | Amazon                |
| 4  | Amancio Ortega      | 71,3 milliards                  | Espagne    | Province de La Corogne | Inditex               |
| 5  | Mark Zuckerberg     | 56 milliards                    | États-Unis | Californie             | Facebook              |
| 6  | Carlos Slim Helu    | 54,5 milliards                  | Mexique    | Mexique                | Telmex, Grupo Carso   |
| 7  | Larry Ellison       | 52,2 milliards                  | États-Unis | Californie             | Oracle Corporation    |
| 8  | Charles Koch        | 48,3 milliards                  | États-Unis | Kansas                 | Koch Industries       |
| 9  | David Koch          | 48,3 milliards                  | États-Unis | New York               | Koch Industries       |
| 10 | Michael Bloomberg   | 47,5 milliards                  | États-Unis | New York               | Bloomberg LP          |
| 11 | Bernard Arnault     | 41,5 milliards                  | France     | Île-de-France          | LVMH                  |
| 12 | Larry Page          | 40,7 milliards                  | États-Unis | Californie             | Google                |
| 13 | Sergey Brin         | 39,8 milliards                  | États-Unis | Californie             | Google                |
| 14 | Liliane Bettencourt | 39,5 milliards                  | France     | Île-de-France          | L'Oréal               |
| 15 | S. Robson Walton    | 34,1 milliards                  | États-Unis | Arkansas               | Wal-Mart              |
| 16 | Jim Walton          | 34 milliards                    | États-Unis | Arkansas               | Wal-Mart              |
| 17 | Alice Walton        | 33,8 milliards                  | États-Unis | Texas                  | Wal-Mart              |
| 18 | Jianlin Wang        | 31,3 milliards                  | Chine      | Chine                  | Wanda Group           |
| 19 | Ka-Shing Li         | 31,2 milliards                  | Chine      | Chine                  | Hutchison Whampoa     |
| 20 | Sheldon Adelson     | 30,4 milliards                  | États-Unis | Nevada                 | Las Vegas Sands       |